# جورج إيدا
جورج إيدا (باليابانية: 飯田譲治) هو كاتب سيناريو ومانغاكا ومخرج ياباني، ولد في 1 مارس 1959 في سوا في اليابان.

## وصلات خارجية
- جورج إيدا على موقع IMDb (الإنجليزية)
- جورج إيدا على موقع ألو سيني (الفرنسية)
- جورج إيدا على موقع أول موفي (الإنجليزية)
- جورج إيدا على موقع قاعدة بيانات الفيلم (الإنجليزية)
- جورج إيدا على موقع كينوبويسك (الروسية)